# Modinagar
Modinagar là một thành phố và là nơi đặt ban đô thị (municipal board) của quận Ghaziabad thuộc bang Uttar Pradesh, Ấn Độ.

## Nhân khẩu
Theo điều tra dân số năm 2001 của Ấn Độ, Modinagar có dân số 112.918 người. Phái nam chiếm 53% tổng số dân và phái nữ chiếm 47%. Modinagar có tỷ lệ 75% biết đọc biết viết, cao hơn tỷ lệ trung bình toàn quốc là 59,5%: tỷ lệ cho phái nam là 81%, và tỷ lệ cho phái nữ là 69%. Tại Modinagar, 11% dân số nhỏ hơn 6 tuổi.